# Roman (prénom)
Pour les articles homonymes, voir Roman.
Cette page présente le prénom Roman ainsi que ses variantes.
Roman, est un prénom masculin d'origine latine. Roman, signifie « qui vient de Rome ». 

## Occurrence
En France, le prénom a été un peu donné durant les années 1930 et 1940. Le prénom connaîtra un second pic de popularité à partir des années 1990. Il sera à son apogée en 2004 avec 349 Roman nés cette année-là, depuis sa popularité décroît.

## Étymologie
Roman vient du latin romanus, qui signifie qui vient de Rome, qui lui-même vient de Romulus le premier roi de Rome.

## Variantes
- français : Romain
- allemand : Roman
- anglais : Roman
- espagnol : Román
- hongrois : Román
- italien : Romano
- poitevin : Romans, Reman, Rouman
- polonais : Roman
- russe : Роман (Roman)
- slovaque : Roman
- slovène : Roman
- suédois : Roman
- tchèque : Roman
- ukrainien : Роман (Roman)

- Formes féminines : Romane.

## saints et bienheureux catholiques
- Roman († 258) légionnaire romain martyr.
- Roman Adame Rosales (es) († 1927) prêtre martyr mexicain.
- Roman Sitko († 1942) prêtre polonais, mort à Auschwitz.
- Roman Lysko († 1949) prêtre greco-catholique ukrainien martyr.

## Éponymes
On trouve le patronyme Romain.

## Personnalités portant ce prénom

### Souverain
Roman Mstislavitch

### Acteur
Roman Polanski
Roman Frayssinet
Roman Kolinka

### Oligarque
Roman Abramovitch
Roman Avdeïev

### Sportif
Roman Weidenfeller
Roman Yaremchuk
Roman Červenka
Roman Josi
Roman Bürki
Román González
Román González (basket-ball)
Roman Jasinski
Roman Bezus
Roman Fuchs
Roman Safiullin
Roman Reigns
Roman Arkhipov
Roman Avramenko
Roman Adamov
Roman Zobnine
Roman Zozulya
Roman Zakharine-Lourev
Roman Zozulya (gymnastique)
Roman Jientaïev
Roman Lehky

### Politique
Roman Dmowski
Roman Protassevitch
Roman Baber

### Militaire
Roman Kondratenko
Roman Czerniawski
Roman Souchko

### Autres
Roman Coppola
Roman Jakobson
Roman Cieslewicz
Roman Opałka
Roman Ghirshman
Roman Surzhenko
Roman Malinovski
Roman Greco
- Pour l'ensemble des articles sur les personnes portant ce prénom, consulter :
  - la liste des articles dont le titre commence par ce prénom
  - les listes produites par Wikidata : Liste des personnes de prénom « Roman » — même liste en incluant les éventuels prénoms composés qui contiennent « Roman ».